# Collège de Launceston (Cornouailles)
Le Collège de Launceston est une école mixte d'enseignement secondaire de 1264 collégiens , avec le statut d'académie, situé à Launceston dans les Cornouailles au Royaume-Uni.

## Histoire
Le collège a été créé en 1409 avec le lycée grammar school pour garçons. En 1962, l'école Horwell pour filles, située à Newport dans la banlieue de Launceston fusionne avec l'école de garçons, et en 1965, l'ancienne école de Pennygillam a été ajoutée pour former le collège que l'on connait actuellement et qui est connu sous son nom actuel. Depuis le XIXe siècle, le collège  est situé à l'extrémité sud de la route Dunheved, à environ 1 km du centre-ville. Il est devenu un Collège de technologie en 1998 et a obtenu le statut d'académie en 2013.
Le logo du collège reprend l'image du château de Launceston. L'uniforme des élèves est bleu marine et blanc.

## Anciens élèves
L'acteur britannique, Roger Moore qui a interprété James Bond au cinéma est élève dans ce collège durant la Seconde Guerre mondiale pendant l'évacuation de son école à Battersea.